# Montefredente
Montefredente è una frazione del comune di San Benedetto Val di Sambro nella città metropolitana di Bologna, sull'Appennino bolognese.
Posta a 693 m. sul livello del mare, si estende su un crinale situato fra le vallate del Sambro e del Setta: è posizionata sull'appennino tosco-emiliano, equidistante tra le città di Bologna e quella di Firenze.
Nel borgo e nelle borgate limitrofe vivono circa 500 persone. Data la scarsità di lavoro in loco, è forte il pendolarismo quotidiano verso le aree più industrializzate della provincia, Bologna in particolare.
La sua centralità, intesa come collocazione territoriale, lo pone in una posizione facilmente fruibile dai paesi che gli stanno intorno, ma anche dalle città sopra menzionate, raggiungibili in meno di un'ora attraverso il casello autostradale di Pian del Voglio (Autostrada A1) e dalla stazione ferroviaria di stazione di San Benedetto Sambro-Castiglione Pepoli.
Negli anni 70 nacque a Montefredente una delle prime televisioni "libere" italiane. Il canale televisivo iniziò le trasmissioni nel 1975 con il nome di "Televisione libera della Valli di Sambro e di Setta", variando successivamente la denominazione in "Tele Montefredente".